# Shintomi
Shintomi (新富町, Shintomi-chō) est un bourg du district de Koyu (préfecture de Miyazaki), au Japon.

## Histoire
Le bourg de Shintomi a été fondé par la fusion des villages voisins de Tonda et de Nyuta.